# 27 juillet aux Jeux olympiques d'été de 2012
Le vendredi 27 juillet aux Jeux olympiques d'été de 2012 est le jour de la cérémonie d'ouverture et le troisième jour de compétition.

## Programme
| Heure UTC+1 (Londres)                         |               |
| bleu                                          | Cérémonie     |
| neutre                                        | Épreuve       |
| or                                            | Finale        |
| orange                                        | Petite finale |
| rose                                          | Reporté       |
| gris                                          | Annulé        |
| Compétition masculine                         | Hommes        |
| Compétition féminine                          | Femmes        |
| Compétition mixte (hommes et femmes mélangés) | Mixte         |
| Compétition en couple (1 homme et 1 femme)    | Couple        |
| modifier                                      |               |

| Horaire | Discipline Spécialité | Discipline Spécialité   | Discipline Spécialité | Phase          | Résultats | Références |
| ------- | --------------------- | ----------------------- | --------------------- | -------------- | --------- | ---------- |
| 9 h 00  |                       | Tir à l'arc Individuel  | Compétition hommes    | Qualifications | -         | -          |
| 9 h 00  |                       | Tir à l'arc Par équipes | Compétition hommes    | Qualifications | -         | -          |
| 13 h 00 |                       | Tir à l'arc Individuel  | Compétition femmes    | Qualifications | -         | -          |
| 13 h 00 |                       | Tir à l'arc Par équipes | Compétition femmes    | Qualifications | -         | -          |
| 21 h 00 |                       | Cérémonie d'ouverture   | -                     | Cérémonie      | -         | -          |